# 三重県道35号紀宝川瀬線
三重県道35号紀宝川瀬線（みえけんどう35ごう きほうかわせせん）は三重県紀宝町から御浜町に至る主要地方道（三重県道）である。

## 概要

### 路線データ
- 起点：南牟婁郡紀宝町井田字駒谷2051番5地先[1]（紀宝バイパス北口ハーフインターチェンジ）
- 終点：南牟婁郡御浜町川瀬字四通田329番地先[1]（国道311号交点）
- 総延長：22.8692 km[1]
- 実延長：22.8692 km[1]
- 橋梁：22本（総延長：365.7m）[1]
- トンネル：1本（総延長：258.0m）[1]
- 通過する公共交通機関：紀宝町町民バス（三重交通が受託するコミュニティバス）

## 歴史
- 1971年（昭和46年）6月26日 - 建設省（現・国土交通省）が主要地方道に指定。
- 1972年（昭和47年）3月31日 - 三重県が主要地方道紀宝川瀬線（整理番号35）として路線認定を受ける[1][2]。これは三重県道741号栗須紀宝線全線（1959年1月25日路線認定[3]）と三重県道740号小船紀宝線・三重県道307号阿田和停車場瀞線の一部を統合したものである[2]。
- 1993年（平成5年）5月11日 - 建設省が主要県道紀宝川瀬線が紀宝川瀬線として主要地方道に再指定される[4]。
- 2016年（平成28年）4月1日 - 国道42号紀宝バイパスに並行する旧道の国道指定解除に伴い起点を「紀宝バイパス北口」ランプへ変更（熊野・尾鷲方面にのみ接続）。

## 路線状況

### 重複区間
- 三重県道141号鵜殿熊野線：南牟婁郡紀宝町大里 - 南牟婁郡紀宝町井内
- 三重県道62号御浜紀和線：南牟婁郡御浜町栗須 - 南牟婁郡御浜町川瀬・終点

## 地理

### 通過する自治体
- 南牟婁郡
  - 紀宝町
  - 御浜町

### 交差する道路
- 国道42号（起点）
- 三重県道141号鵜殿熊野線（南牟婁郡紀宝町鵜殿）南牟婁郡紀宝町大里
- 国道42号（南牟婁郡紀宝町成川・成川インター交差点・トランペット型）
- 三重県道740号小船紀宝線（南牟婁郡紀宝町鮒田）
- 三重県道141号鵜殿熊野線（南牟婁郡紀宝町大里）
- 三重県道141号鵜殿熊野線（南牟婁郡紀宝町井内）
- 三重県道62号御浜紀和線（南牟婁郡御浜町栗須）
- 国道311号（終点）

### 沿線にある施設など
- 宮本オガライト
- 布引ノ滝
- 紀宝町立明和小学校
- 紀宝町立相野谷中学校
- 紀宝町立相野谷小学校
- 紀宝町役場相野谷支所
- 相野谷川

## 参考資料
- 『県別マップル24 三重県道路地図』（昭文社、2009年3版1刷発行、ISBN 978-4-398-62474-1 、78,79ページ）
- 『路線認定調書 平成28年4月1日』三重県、2016年、94頁。